# Gle Bata
Gle Bata är en kulle i Indonesien.   Den ligger i provinsen Aceh, i den västra delen av landet, 1 800 km nordväst om huvudstaden Jakarta. Toppen på Gle Bata är 42 meter över havet.
Terrängen runt Gle Bata är kuperad åt nordost, men åt sydost är den platt. Havet är nära Gle Bata åt sydväst.Runt Gle Bata är det ganska glesbefolkat, med 43 invånare per kvadratkilometer.